# Transposition, amarrage et extraction

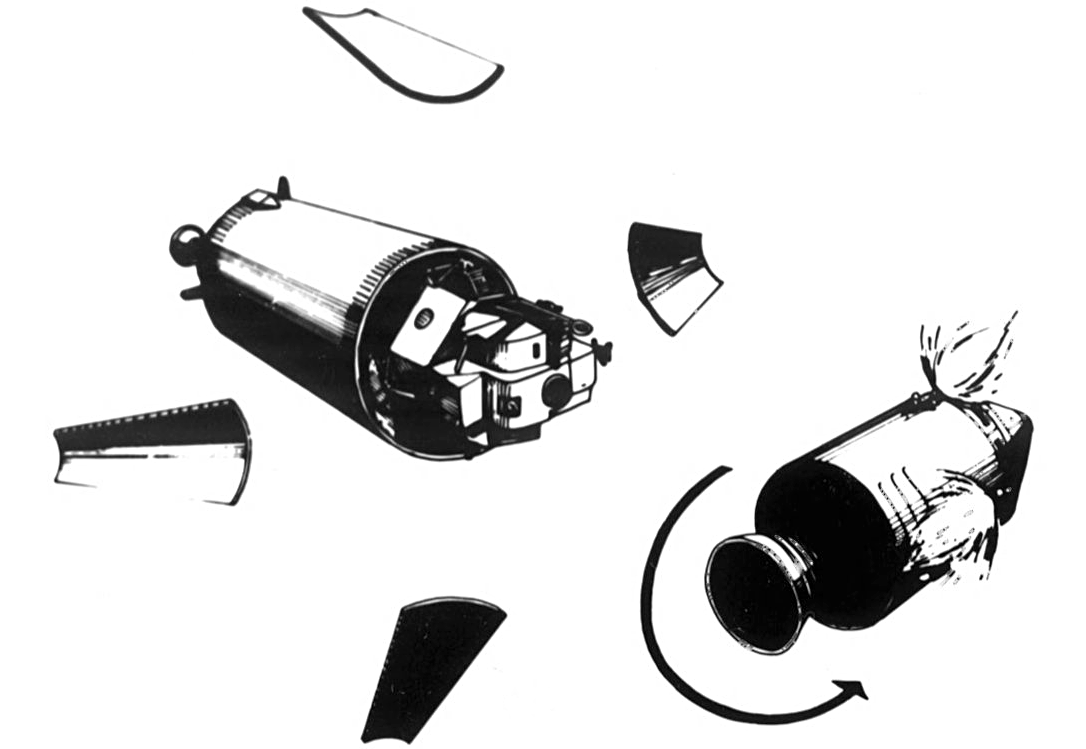
Séparation et retournement.

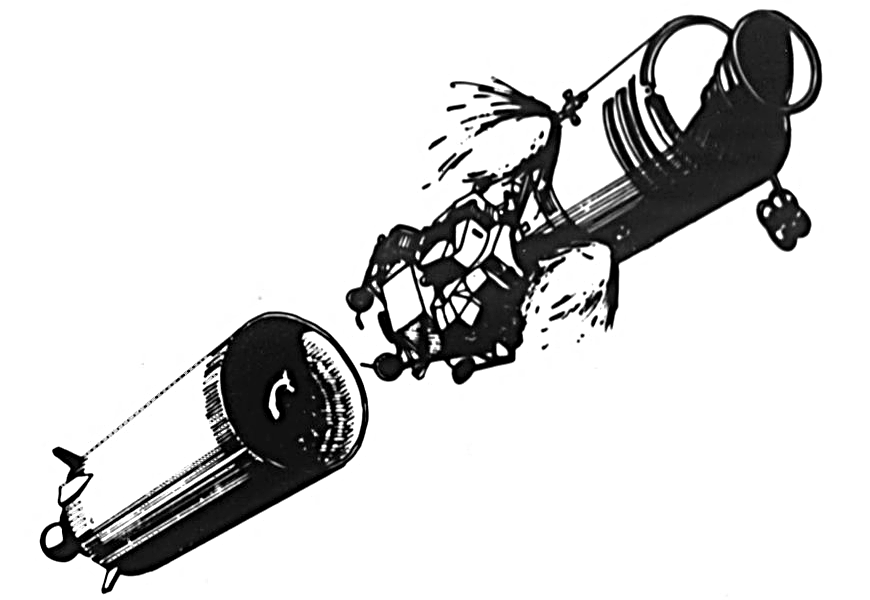
Amarrage et dégagement.

La transposition, amarrage et extraction (en anglais : transposition, docking, and extraction), souvent abrégés en transposition et amarrage (en transposition and docking), est une manœuvre exécutée lors des missions habitées du programme Apollo de 1969 à 1972 et de la mission de la mission Apollo-Soyouz en 1975.
Elle implique la séparation du module de commande et de service Apollo de son adaptateur qui le retient à l'étage supérieur du lanceur, son retournement, son amarrage au module lunaire Apollo (ou, dans le cas d'Apollo-Soyouz, à un module d'accueil spécial qui permet l'amarrage avec le vaisseau spatial Soyouz), puis l'extraction du vaisseau spatial combiné loin de l'étage supérieur.
Lors des missions lunaires Apollo, elle est effectuée peu de temps après la manœuvre d'injection trans-lunaire qui la place sur une trajectoire en direction de la Lune, environ trois jours avant son arrivée sur cette cible.